# Sarygamysh
Il lago Sarygamysh (in turkmeno Sarygamyş köli, in uzbeco Sariqamish ko‘li, in russo Сарыкамышское озеро?), dal turkmeno "depressione gialla", è un lago salmastro situato in Asia centrale, geopoliticamente si estende per un quarto nel territorio dell'Uzbekistan, il resto in quello del Turkmenistan.
Il Sarygamysh è localizzato tra il confine dell'Uzbekistan e Turkmenistan e fa politicamente parte della Repubblica autonoma del Karakalpakstan per l'Uzbekistan, e della provincia Daşoguz per il Turkmenistan.
Geograficamente il lago è collocato all'incirca tra il mar Caspio e il lago d'Aral. Con una superficie di circa 5.000 km², il lago Sarygamysh è uno dei più grandi laghi turkmeni.
La valle del Sarygamysh è situata a est dell'Altopiano Ustyurt, in questo territorio vi è una depressione di circa 40 m sotto il livello del mare, che in passato veniva sporadicamente colmata tramite le acque provenienti dall'Amu Darya, tale fenomeno si manifestava in seguito a grandi piene, quando cioè l'alveo del fiume veniva stravolto e alcuni rami del suo delta confluivano nel Sarygamysh, come è accaduto nei secoli XIV-XVI, quando il livello dell'acqua ha raggiunto il 50 e 62 m sul livello del mare. 
In passato il fiume Uzboj, ora asciutto, era effluente dalla zona del delta dell'Amu Darya e immissario del lago Sarygamysh e proseguiva il suo corso per poi sfociare nel mar Caspio. Nell'estate del 1878, le acque del fiume raggiunsero il lago per l'ultima volta in modo naturale.
Il fiume Amu Darya, importante immissario del lago d'Aral, in epoca sovietica subì una considerevole diminuzione della sua portata, dovuta alla pianificazione agricola per aumentare la coltivazione del cotone in zone aride del Turkmenistan. Ciò portò alla costruzione di imponenti canali di irrigazione, come il Canale del Karakum. Nel 1971 una piena dell'Amu Darya, determinò la deviazione (mai ripristinata) di una parte delle sue acque nell'alveo del Dar'jalyk (Дарьялык), un ramo del delta del fiume rimasto precedentemente asciutto, che andò poi a sfociare nel lago Sarykamysh.
Tale deviazione ha comportato un ingrandimento del lago, andando però ad ulteriore discapito dell'Aral, che al contrario è costantemente regredito. Il lago Sarygamysh è alimentato in larga misura da acque reflue dell'agricoltura, contenenti in particolare antiparassitari e diserbanti; nonostante questo problema ambientale, il lago viene utilizzato per la pesca.